# شلیک مستقیم او
شلیک مستقیم او (به انگلیسی: She Shoots Straight) یک فیلم سینمایی در ژانر اکشن هونگ کنگی محصول سال ۱۹۹۰ میلادی به کارگردانی کری یوئن است.

## بازیگران
- جویس گودنزی - بازرس مینا کائو
- کارینا لاو - هوانگ چیا-لینگ
- سامو هونگ -. افسر
- تونی لیانگ کا-فای - بازرس. هوانگ تسونگ-پائو
- یوئن وا - یوئن هوآ
- آگنس آئورلیو - یوئن یینگ
- سارا لی - هوانگ چیا-لای
- تدی ییپ - عمو هوانگ تسونگ پو
- چانگ چربی - هوآ
- دیوید لاو - سرپرست لاو
- استفان چان - فروشنده اسلحه
- کری یوئن -
- چو بال - ملوان کشتی
- آنتونی کارپیو - کشتی حمل و نقل
- مایکل دینگا - رهبر آدم‌ربایی
- جف فالکون - آدم‌ربایی
- مارک هاوتون - آدم‌ربایی
- کام کن چو - پلیس
- بیل تونگ
- دون لام
- وان فاات
- کن گودمن
- بروس فونتین